# Yong tau foo
Le yong tau foo (aussi appelé yong tao foo, yong tau fu, yong tau hu ou yong tofu ; yentafo en Thaïlande), est une préparation culinaire chinoise hakka de tofu farci de viande hachée ou de pâte de poisson, consommé avec de la sauce ou servi en soupe.
On trouve ce plat en Chine, à Taïwan, en Malaisie, à Singapour et en Thaïlande, et dans les villes où existe une communauté teochew ou minnan.

## Variantes

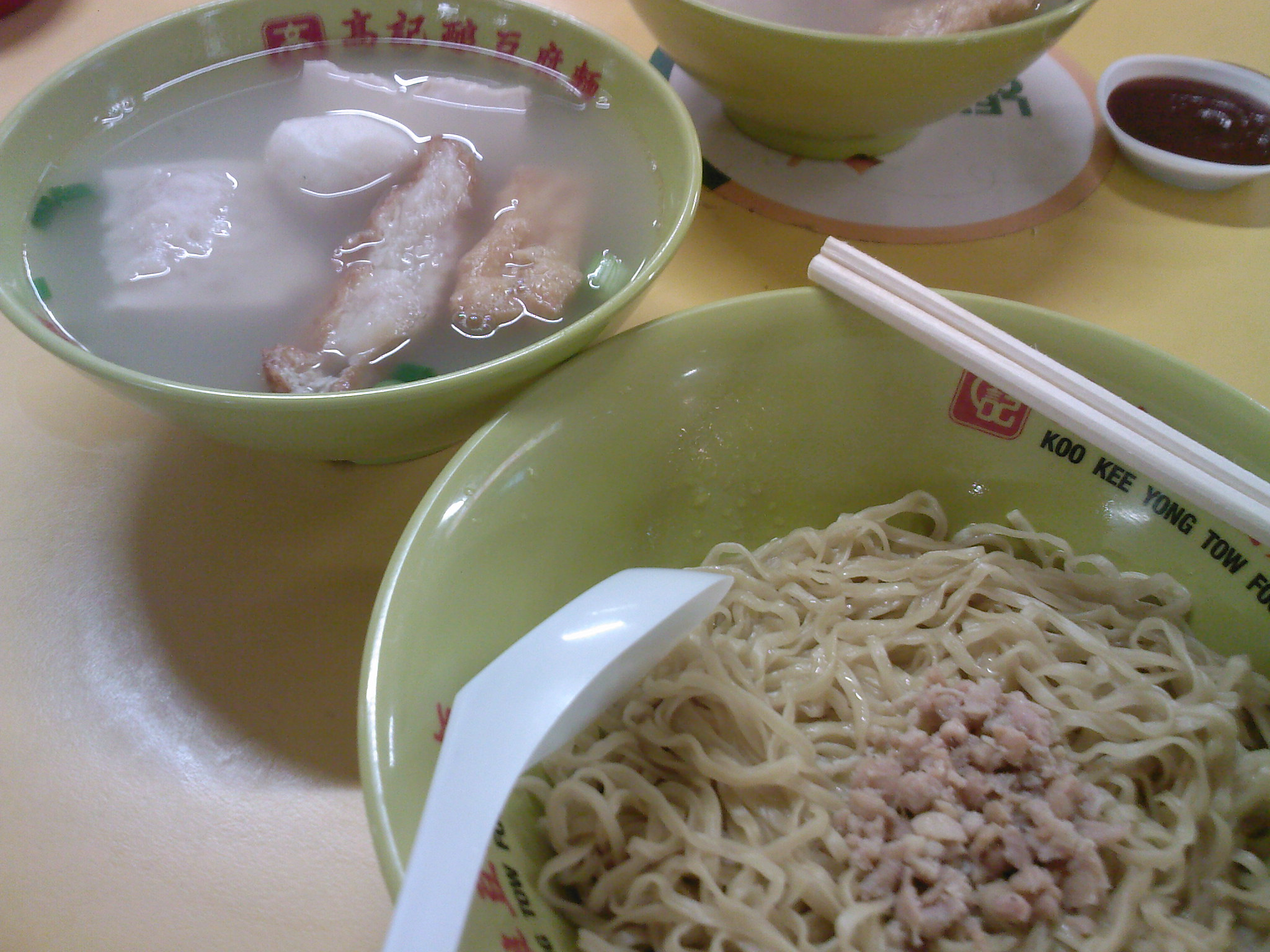
Yong tau foo hakka.

### Traditionnelle
La recette traditionnelle hakka du yong tau foo consiste à fendre des cubes de tofu qu'on farcit ensuite d'émincé de viande (habituellement de l'agneau ou du porc) et d'herbes, avant de les frire jusqu'à ce qu'ils dorent ; on peut aussi les braiser. On peut parfois accompagner le tofu d'aubergines, champignons shiitaké ou melon farcis de la même manière. Traditionnellement, le yong tau foo est servi dans un ragoût de haricots.

### Asie du Sud-Est
En Asie du Sud-Est, le yong tau foo est un plat qui peut contenir de nombreux ingrédients, outre le tofu lui-même : boulettes de poisson, melon, seiche, laitue, gombos, ainsi que des piments ou des fruits de mer ; certains légumes peuvent être farcis de surimi. Les ingrédients sont découpés, cuits dans un bouillon puis servis dans ce même bouillon, ou occasionnellement dans une soupe laksa ou une sauce curry. Le plat se consomme accompagné de riz, de nouilles ou de vermicelles de riz, ainsi que de sauces: sauce pimentée et vinaigrée à base de tofu fermenté similaire à la sauce sriracha, sauce tianmianjiang ou sauce hoisin.